# Manuel Errazquin
Manuel José Errazquin y Larrañaga (* 4. Juni 1801 in Montevideo; † 22. August 1867 ebenda) war ein uruguayischer Politiker.
Errazquin, Sohn von Pedro José de Errazquin und Juana Larrafiaga, war das älteste von neun Kindern des Ehepaars Errazquin-Larrañaga. Er war Sekretär in der Asamblea Constituyente y Legislativa del Estadio Oriental (1828–1830). Später saß Errazquin in der 3. und 8. Legislaturperiode als Abgeordneter für das Departamento Montevideo in der Cámara de Representantes. Zudem war er in der 6. und 9. Legislaturperiode Mitglied des Senats für die Departamentos Durazno und Tacuarembó. Im Rahmen seiner parlamentarischen Tätigkeit hatte er 1837 und 1838 als Nachfolger Antonino D. Costas das Amt des Präsidenten der Abgeordnetenkammer inne. Des Weiteren nahm er von 1852 bis 1853 unter der Regierung Girós auch das Amt des Finanzministers wahr.

## Zeitraum seiner Parlamentszugehörigkeit
- 15. Februar 1837 – 1. November 1838 (Cámara de Representantes, 3.LP)
- 10. Februar 1852 – 4. März 1852 (Cámara de Senadores, 6.LP)
- 2. März 1858 – 14. Februar 1861 (Cámara de Representantes, 8.LP)
- 27. April 1861 – 15. Februar 1868 (Cámara de Senadores, 9.LP)